# Ésquilo da Gotalândia Ocidental
Ésquilo (em latim: Eschillus; em sueco: Eskil), também chamado de Ésquilo, filho de Magno (em sueco: Eskil Magnusson), foi legífero de Gotalândia Ocidental de 1215 a 1227. Era filho de Magno Minescoldo e o irmão mais velho de Conde Birger, um dos homens mais poderosos da Escandinávia.
Por causa da localização da sua jurisdição e do seu casamento com Cristina Nilsdotter, viúva de Haquino, o Louco, falecido em 1214, Ésquilo tinha bons contatos na Noruega e era como um intermediador das negociações entre os governos da Suécia e da Noruega. Em 1218, ele visitou Snorri Sturluson.